# Arctosa nyembeensis
Arctosa nyembeensis este o specie de păianjeni din genul Arctosa, familia Lycosidae. A fost descrisă pentru prima dată de Strand, 1916. Conform Catalogue of Life specia Arctosa nyembeensis nu are subspecii cunoscute.